# Calycopsis lipi
Calycopsis lipi is een hydroïdpoliep uit de familie Bythotiaridae. De poliep komt uit het geslacht Calycopsis. Calycopsis lipi werd in 1988 voor het eerst wetenschappelijk beschreven door van der Spoel & Bleeker. 